# Mostafa Pour-Mohammadi

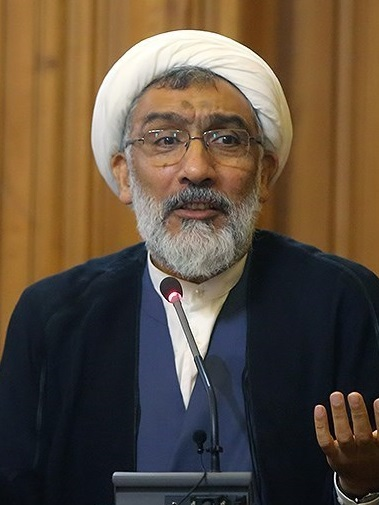
Mostafa Purmohammadi (2016)

Mostafa Pour-Mohammadi (persisch مصطفی پورمحمدی Mustafa Purmohammadi‎; * 1959 in Ghom, Iran) ist ein iranischer Geistlicher und Politiker. Er trägt den religiösen Titel Hodschatoleslam und war von 2005 bis zum 9. April 2008 unter Präsident Ahmadinedschad Innenminister des Iran.

## Leben
Während der Massenhinrichtung politischer Gefangener im Iran von 1988 an politischen Gefangenen im letzten Kriegsjahr des Ersten Golfkrieges war er stellvertretender Geheimdienstminister. Sowohl der aus Exil-Iranern bestehende „Auswärtige Ausschuss des Nationalen Widerstandsrat  Iran“ als auch Regierungsstellen der USA weisen ihm deshalb eine Mitverantwortung an den damaligen Vorgängen zu. In Verbindung mit dem iranischen Informations- und Geheimdienstminister Gholamhossein Mohseni-Eschei wurde Pour-Mohammadi u. a. von der Nichtregierungsorganisation Human Rights Watch vorgeworfen, in die Kettenmorde sowie weitere Morde an Dissidenten verwickelt zu sein.
Hodschatoleslam Pour-Mohammadi ist ein Befürworter der Zeitehe, welche nach schiitischem Recht im Iran erlaubt ist und eine Ehe auf Zeit – von einer Stunde Dauer bis zu 99 Jahren – gewährleistet. Diese Praxis wird von Kritikern als religiöse Legitimation der Prostitution gesehen.
Am 10. Oktober 2006 nahm Pour-Mohammadi an der Sitzung des Hohen Flüchtlingskommissars der Vereinten Nationen in Genf teil.
Er wurde im August 2013 vom iranischen Staatspräsidenten Hassan Rohani als Justizminister nominiert und am 15. August 2013 mit 201 Ja-Stimmen und 64 Nein-Stimmen, bei 19 Enthaltungen, vom Madschles in Teheran zum Justizminister gewählt. Er war bis 2017 im Amt.
Er kandidierte bei der Präsidentschaftswahl 2024.